# Jerzy Chojnacki (rzeźbiarz)

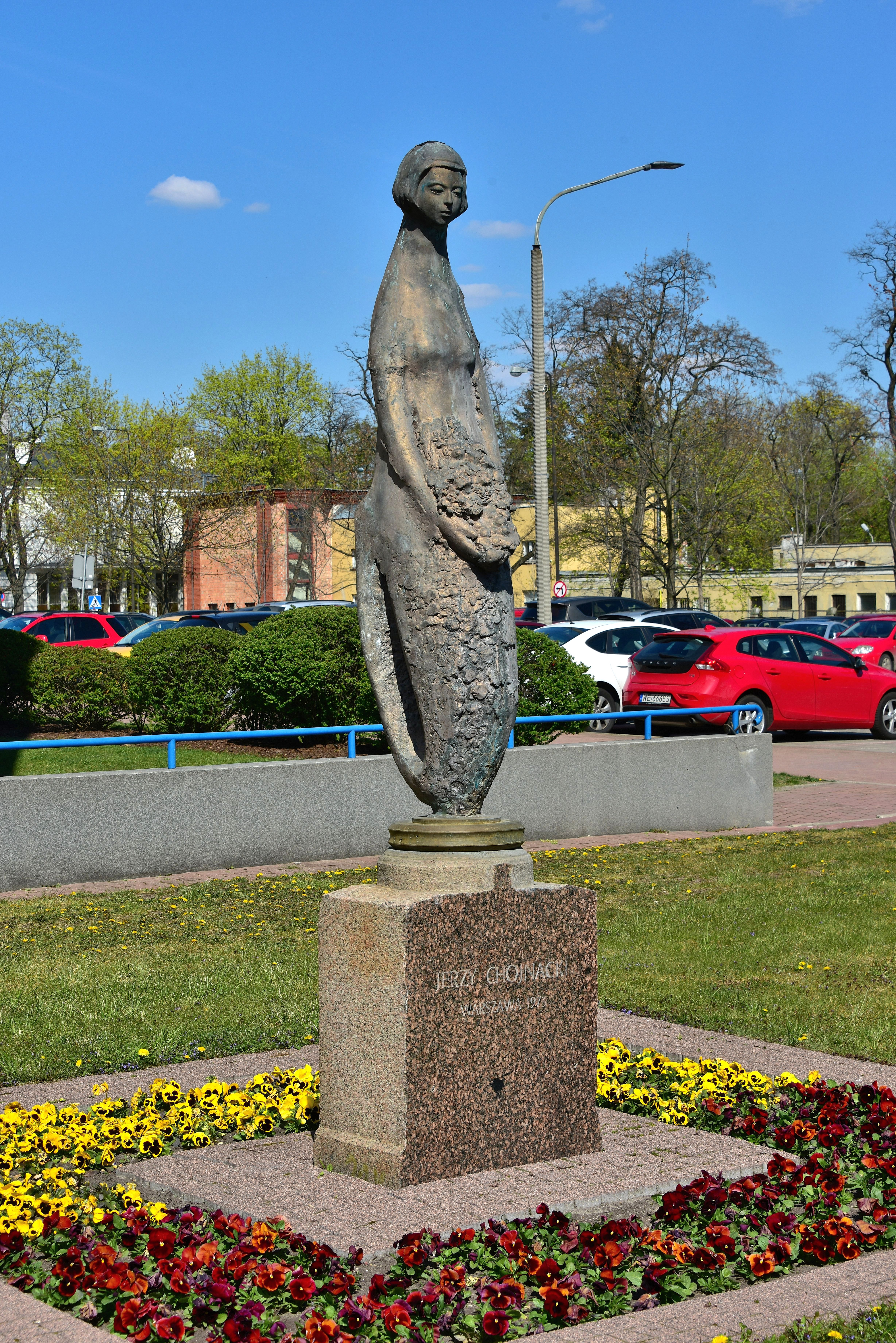
Rzeźba Syrenka Jerzego Chojnackiego przed budynkiem Urzędu Dzielnicy Praga-Południe m.st. Warszawy przy ul. Grochowskiej 274

Jerzy Chojnacki (ps. Chojna, ur. 20 grudnia 1909 w Lublinie, zm. 26 maja 1988 w Warszawie) – polski rzeźbiarz, fotoreporter i malarz. Uczestnik powstania warszawskiego i autor dokumentacji fotograficznej z okresu walk.

## Życie i twórczość
Początkowo uczył się w zakopiańskiej Szkole Przemysłu Drzewnego, a następnie w krakowskiej Państwowej Szkole Sztuk Zdobniczych i Przemysłu Artystycznego. Studia u prof. Tadeusza Breyera na ASP w Warszawie ukończył w roku 1939.
Uczestniczył w powstaniu warszawskim, w trakcie którego na zlecenie dowódcy IV Rejonu I Obwodu Armii Krajowej wykonywał dokumentację fotograficzną (później trafiła ona do Muzeum Warszawy). Był więziony przez Niemców m.in. w KL Groß-Rosen. Po II wojnie światowej brał udział w rekonstrukcji warszawskich pomników Adama Mickiewicza i Mikołaja Kopernika przy Trakcie Królewskim. Pod koniec swojego życia zajmował się także twórczością malarską.
Podobnie jak wielu innych współczesnych mu warszawskich rzeźbiarzy mieszkał na Saskiej Kępie. W tej dzielnicy, na placu Przymierza, przed kinem Sawa znajdowała się wyrzeźbiona przez niego postać syrenki. Obecnie znajduje się ona przed budynkiem Urzędu Dzielnicy Praga-Południe m.st. Warszawy przy ul. Grochowskiej 274.